# Adonea algarvensis
Espèce
Adonea algarvensis est une espèce d'araignées aranéomorphes de la famille des Eresidae.

## Distribution
Cette espèce est endémique du Portugal.

## Étymologie
Son nom d'espèce, composé de algarve et du suffixe latin -ensis, « qui vit dans, qui habite », lui a été donné en référence au lieu de sa découverte, l'Algarve.

## Publication originale
- Wunderlich, 2017 : Descriptions, notes and synonyms of some mainly Mediterranean and Macaronesian spiders (Araneae) of various families. Beiträge zur Araneologie, vol. 10, p. 298-326 & 354.